# Serbske Nowiny
Serbske Nowiny („Wiadomości Łużyckie”) – jedyna gazeta codzienna w języku górnołużyckim. Jest wydawana przez wydawnictwo Domowina w Budziszynie pięć razy w tygodniu. Raz w miesiącu ukazuje się niemieckojęzyczny dodatek. Gazeta ma ok. 2000 prenumeratorów. Serbske Nowiny są subwencjonowane przez Fundację Narodu Łużyckiego (Załožba za serbski lud).

## Historia
W roku 1842 ukazała się w Budziszynie po raz pierwszy gazeta Tydźenska nowina abo serbske Powěsće za hornich Łužičanow. W 1854 została przemianowana na Serbske Nowiny. Od roku 1921 wychodzi jako gazeta codzienna. 
Od początku gazeta musiała się zmagać z trudnościami ze strony władz państwowych. Rada Miasta Budziszyna wydając koncesję na gazetę wyraźnie wskazała, że nie może ona zajmować się sprawami politycznymi. Ponadto ograniczono możliwość kolportażu gazety. Przed rokiem 1918 gazeta była głównie czytania przez ewangelickich Łużyczan – czasopismo było drukowane w ewangelickim wariancie języka górnołużyckiego.
Czasy Republiki Weimarskiej były okresem szczytowego rozwoju gazety. Dzięki wysokiej jakości artykułów zdobyła ona wielu nowych czytelników. W okresie tym panowała wolność prasy, nie było cenzury i nie ograniczano publicystyki politycznej. Serbskie Nowiny obejmowały szeroki wachlarz tematów, od polityki poprzez kulturę aż do rozrywki. Konsekwentnie gazeta opowiadała się za politycznymi i kulturalnymi prawami Łużyczan. 
Po przejęciu władzy narodowi socjaliści zaczęli zwalczać gazetę. Niezależna linia polityczna była niemożliwa. W 1937 r. gazetę zamknięto z powodu niepodporządkowania redakcji gazety władzom narodowosocjalistycznym.
W czasach NRD dziennik przemianowano na 'Nowa doba'. Gazetę poddano takim samym ograniczeniom jak pozostałe tytuły prasowe w NRD. Większość redaktorów starała się jednak możliwie niezależnie informować swoich czytelników o wydarzeniach na Łużycach i świecie. 
Po roku 1989 gazeta przyjęła z powrotem przedwojenną nazwę, by nawiązać do tradycji redaktorów (Handrija Zejlera, Jana Arnošta Smolerja, Marka Smolerja, Jana Skaly) sprzed 1933 r.
Obecnie redaktorem naczelnym dziennika jest Marcel Brauman.

## Literatura
- Rauch, Walter J.: Presse und Volkstum der Lausitzer Sorben. (= Marburger Ostforschungen. 9). Würzburg 1959.
- Völkel, Měrćin: Serbske nowiny a časopisy w zašłosći a w přitomnosći. Budysin 1984.